# Законодательное собрание Эвенкийского автономного округа
Законодательное собрание (Суглан) Эвенкийского автономного округа (эвенк. Эвэды автономнай округ сугланин) — законодательный (представительный) однопалатный орган государственной власти Эвенкийского автономного округа в 1994—2006 гг., являлся постоянно действующим высшим и единственным органом законодательной власти области.
На основании части 1 ст. 104 Конституции Российской Федерации, обладал правом законодательной инициативы.

## Созывы

### 1 созыв (1994—1997)
Законодательный Суглан Эвенкийского автономного округа был образован Постановлением администрации Эвенкийского автономного округа от 24 декабря 1993 г. № 76. Образован новый представительный орган государственной власти Эвенкийского автономного округа — Законодательный Суглан Эвенкийского автономного округа, являющийся правопреемником Совета народных депутатов Эвенкийского автономного округа.
27 марта 1994 года состоялись выборы депутатов Законодательного Суглана первого созыва.
17 июня 1994 года собравшиеся на организационную сессию двадцать два депутата Законодательного Суглана (позже Законодательного собрания (Суглана), избранные демократическим путем на альтернативной основе, определились с руководством законодательной власти округа, составом комитетов, комиссий. Председателем Законодательного Суглана был избран Александр Александрович Боковиков.
В целом за два с половиной года Законодательный Суглан принял 45 законов, рассмотрел 316 вопросов.
Депутаты: 
1. Андрейчук Сергей Андреевич
2. Анисимов Николай Анисимович
3. Балоночкин Иван Денисович
4. Бирюков Олег Геннадьевич
5. Боковиков Александр Александрович (1956-2010)
6. Боягир Анатолий Александрович (1962-2001)
7. Голендухин Владимир Александрович
8. Дайнеко Анатолий Савельевич (1937-2010)
9. Дресвянский Владимир Константинович
10. Дьячковская Александра Семеновна
11. Ермолаев Евгений Евгеньевич (1942-2022)
12. Ким Федор Федорович
13. Козлов Анатолий Георгиевич (1937-2017)
14. Кулешова Нина Алексеевна (1947-2010)
15. Логинов Иван Григорьевич
16. Маймага Геннадий Николаевич
17. Павлов Александр Прокопьевич
18. Пирогова Татьяна Ивановна
19. Разинкин Николай Степанович
20. Салаткин Сергей Геннадьевич
21. Семейкин Александр Павлович
22. Сафронов Иван Васильевич (1955-2005)
23. Яковлев Анатолий Александрович (1940-2016)

### 2 созыв (1997—2001)
Выборы прошли 22 декабря 1996 года. Законодательное собрание (Суглан) ЭАО второго созыва вело свою деятельность с января 1997 по апрель 2001 года. Председателем был избран Анатолий Егорович Амосов.
За период второго созыва депутаты провели 16 сессий, 30 пленарных заседаний, приняли 172 закона и 513 постановлений.
Депутаты:
1. Александрова Екатерина Христофоровна
2. Амосов Анатолий Егорович
3. Анисимов Николай Анисимович
4. Арцимович Сергей Викентьевич (1952-2010)
5. Бирюков Олег Геннадьевич
6. Болтаев Алик Абдурасулович (1955-2006)
7. Боягир Анатолий Александрович (1962-2001)
8. Брюханов Сергей Валентинович
9. Голощук Наталья Афанасьевна
10. Дайнеко Анатолий Савельевич (1937-2010)
11. Дресвянский Владимир Константинович
12. Ермолаев Евгений Евгеньевич (1942-2022)
13. Ильцевич Наталья Александровна
14. Китов Николай Николаевич
15. Маймага Геннадий Николаевич
16. Малаший Ярослав Романович (1959-2024)
17. Павлова Мария Григорьевна (1941-2014)
18. Павлов Александр Прокопьевич
19. Панов Сергей Иванович (1957-2009)
20. Пирогова Римма Александровна
21. Попова Надежда Николаевна
22. Рыженкова Нина Ефимовна
23. Семенова Галина Федоровна
24. Суздалев Сергей Васильевич

### 3 созыв (2001—2006)
Выборы прошли 8 апреля 2001 года по 23 одномандатным округам. Председателем был избран Анатолий Егорович Амосов.
Депутаты:
1. Агеев Александр Николаевич
2. Амосов Анатолий Егорович
3. Анисимов Николай Анисимович (до 18 апреля 2001, был делегирован в Совет Федерации РФ)
4. Арцимович Сергей Викентьевич (1952-2010)
5. Бирюков Олег Геннадьевич
6. Боковиков Александр Александрович (1956-2010)
7. Болтаев Алик Абдурасулович (1955-2006)
8. Брюханов Сергей Валентинович
9. Ворошилова Тамара Гавриловна
10. Елкин Валерий Павлович
11. Ермолаев Евгений Евгеньевич (1942-2022)
12. Куртияков Михаил Евграфович
13. Маймага Геннадий Николаевич
14. Малаший Ярослав Романович (1959-2024)
15. Однолько Владимир Тимофеевич (1943-2014)
16. Панкагир Алтынай Ивановна
17. Пирогова Римма Александровна
18. Суворов Петр Иванович
19. Супряга Алексей Николаевич
20. Суханов Николай Алексеевич
21. Топоченок Владислав Демидович
22. Фарукшин Валерий Михайлович
23. Финашкин Николай Борисович
24. Черкасов Андрей Юрьевич

## Преобразование
После референдума об объединении 17 апреля 2005 года, полномочия Суглана были продлены до образования нового субъекта. 3 февраля 2005 году был создан Эвенкийский районный совет депутатов. 21 декабря 2006 года в Туре состоялась XXIV сессия Законодательного собрания (Суглана) Эвенкийского автономного округа, завершившая деятельность законодательного органа власти Эвенкии. За двенадцать с половиной лет Законодательное собрание (Суглан) принял 699 законов.

## Председатели
- Боковиков, Александр Александрович (17 июня 1994 — 5 января 1997)
- Амосов, Анатолий Егорович (5 января 1997 — 31 декабря 2006)

## Счетная палата
Законодательное собрание (Суглан), осуществляя контрольные полномочия, в соответствии с местным законом образовал подотчетную представительному органу государственной власти округа Счетную палату, приступившую к работе с 1 января 1996 года.